# Enrique Urbizu
Enrique Urbizu Jáuregui (Bilbao, 6 novembre 1962) è un regista e sceneggiatore spagnolo.

## Biografia
Nel 2012 il suo film No habrá paz para los malvados ha vinto il Premio Goya per il miglior film.

## Filmografia
- La tua fidanzata è matta (Tu novia está loca) (1988)
- Tutto per la pasta (Todo por la pasta) (1991)
- Cómo ser infeliz y disfrutarlo (1994)
- Cachito (1995)
- Corna di donna (Cuernos de mujer) (1995)
- Box 507 (La caja 507) (2002)
- La vida mancha (2003)
- Film per non dormire: Amici veri (2006) (Film TV)
- No habrá paz para los malvados (2011)